# Cataulacus kenyensis
Cataulacus kenyensis é uma espécie de formiga do gênero Cataulacus, pertencente à subfamília Myrmicinae.